# کنچی ریوس
کنچی ریوس (به اسپانیایی: Conchi Ríos)،(متولد ۱۱ مارس ۱۹۹۱) گاوباز اسپانیایی است. در ۲۰۱۱ اولین زنی شد که دو گوش گاو را گرفت. در ۲۰۱۵ در بین ۸۲۵ گاوباز نام وی در لیست گاوبازان برجسته اسپانیا یکی از شش زن بود.

## زندگی‌نامه
ریوس در سال ۱۹۹۲ در مورسیا به دنیا آمد. وقتیکه ۱۵ ساله بود پدر و مادر بزرگش از آرزوی او یعنی گاوباز شدن خبردار شدند. پدربزرگش او را به رینگ محلی گاوبازی برد. پدربزرگش او را با نشان دادن یک گاو آزمایش کرد ولی کنچی نمی‌ترسید و فقط علاقه‌مندی خود را نشان داد.

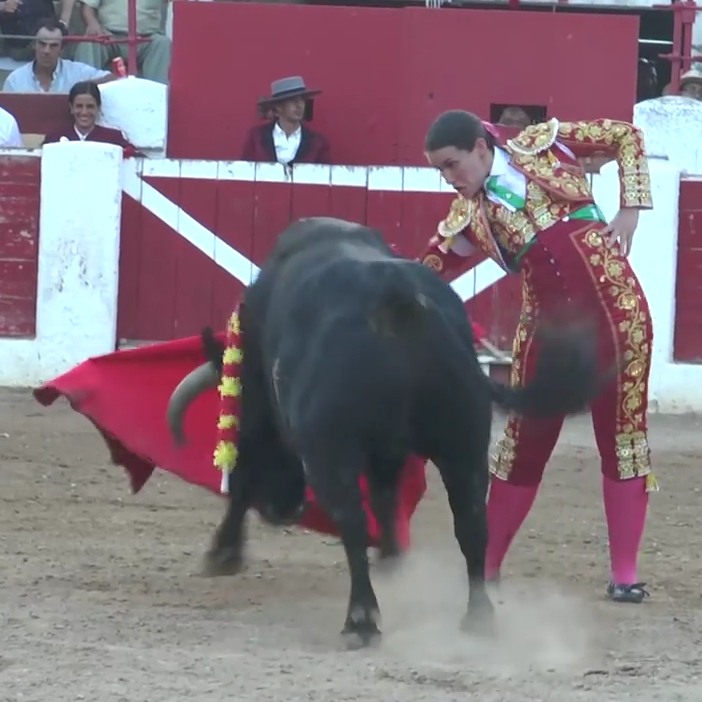
کنچی ریوس در ۲۰۱۶ در سهخین در مورسیا.

او در ۲۳ سپتامبر ۲۰۰۷ اولین بازی خود را در ملاءعام به نمایش گذاشت.